# Myoictis leucura
Myoictis leucura is een roofbuideldier uit het geslacht van de gestreepte buidelmarters. De wetenschappelijke naam van de soort werd voor het eerst geldig gepubliceerd door Patricia Woolley in 2005.

## Kenmerken
Anders dan andere soorten van het geslacht heeft M. leucura een witte staartpunt. De haren op de staart, die aan de bovenkant en aan de zijkanten lang zijn, worden naar de punt toe steeds korter. De rugvacht is donker roodbruin, onderbroken door de gebruikelijke drie zwarte strepen op de rug, waartussen een lichtere vacht zit. De buik is wat lichter van kleur, maar de oren en voeten zijn juist donkerder. De kop-romplengte bedraagt 200 tot 230 mm, de achtervoetlengte 39,0 tot 41,0 mm en het gewicht 200 tot 230 gram. Vrouwtjes hebben 4 mammae.

## Voorkomen
De soort komt voor aan de zuidkant van de Papoea-Nieuw-Guineese bergen, op 650 tot 1600 m hoogte van Mount Bosavi in het westen tot Mount Victoria in het oosten. 
Myoictis leucura · Noordelijke gestreepte buidelmarter (Myoictis melas) · Myoictis wallacii · Myoictis wavica